# Wellisch Gyula
Wellisch Gyula (Pest, 1859. március 9. – Budapest, 1940. szeptember 20.) zsidó származású magyar építész és építőmester.

## Élete
Wellisch Fülöp (1823–1893) kereskedő és Tedesco Rozália (1828–1915) fiaként született zsidó vallású családban. Fivérével, Wellisch Sándorral (1855–1931) számos budapesti épület kivitelezését vezette, de több önálló épületük is megvalósult. Másik fivére, Wellisch Hugó (1860–1918) szintén az építőiparban dolgozott. Felesége Schweiger Stefánia.
Az építészpáros síremlékeket is tervezett, ezek beazonosítása azonban még várat magára.
Az Építőmesterek Lapja így emlékezett rá halálakor:
„[...] a mérnöki oklevél megszerzése után már 1882-ben építőmesteri iparjogot váltott Ez időtől kezdve Budapesten igen sok magánépítkezést végzett és tevékenységét négy évtizeden keresztül folytatta. Az 1886-ban alakult Budapesti Építőmesterek, Kőműves-, Kőfaragó- és Ácsmesterek Ipartestületének alapító tagja volt, hosszú iparűzése alatt az Ipartestületnek egyik leglelkesebb és legáldozatkészebb tagja. A közhasznú és humanitárius gyűjtéseknél Wellisch Gyula mindenkor elöl járt és nem volt az Ipartestületnek olyan közérdekű mozgalma, amelyben Wellisch Gyula részt ne vett volna. A kommunizmus alatti idők erősen megviselték és 1920-ban felhagyott iparának gyakorlására, azonban továbbra is még húsz éven keresztül önkéntes tagja maradt az Ipartestületnek. Wellisch Gyulában az építőmesteri kar ezidőszerinti nesztorát gyászolja, akinek nevét özvegyeink még sokáig áldani fogják, mert fivérének, Wellisch Sándornak elhalálozása alkalmával is az Ipartestületnél jótékony célra 1600 pengős Wellisch Sándor Alapítványt létesített.”
Wellisch Gyula túlélte 1931-ben elhunyt fivérét. 1940-ben halt meg 81 éves korában. A Kozma utcai izraelita temetőben helyezték nyugalomra a Wellisch-család sírboltjában. Temetésén nagyszámú rokonságán kívül az idősebb építőmester kartársak állták körül ravatalát és búcsúztak tőle könnyes szemmel.